# Kolos Borispol
Kolos Borispol is een Oekraïense hockeyclub uit Boryspil ten oosten van de hoofdstad Kiev.
De club is een vrouwenhockeyclub die speelt in de hoogste divisie van Oekraïne. De dames zijn negenvoudig kampioen van Oekraïne en zijn tevens aantal malen kampioen van heel de Sovjet-Unie geweest. Hierdoor heeft de club ook vaak deelgenomen aan Europacup I toernooien.
De beste prestatie was het behalen van de finale van het Europacup I toernooi van 2004. Hierin werd kansloos verloren van de dames van het Nederlandse Den Bosch met 8-2.